# Antti Hyvärinen (judoka)
Antti Tapani Hyvärinen (ur. 26 listopada 1960 w Kangasala) – fiński judoka. Olimpijczyk z Los Angeles 1984, gdzie zajął dziewiętnaste miejsce w wadze lekkiej.
Uczestnik mistrzostw świata w 1981 i 1983. Siódmy na mistrzostwach Europy w 1989 roku. Siedmiokrotny mistrz kraju.

## Letnie Igrzyska Olimpijskie 1984
| Konkurencja | Eliminacje             | Klas. końcowa |
| Konkurencja | Przeciwnik I           | Miejsce       |
| ----------- | ---------------------- | ------------- |
| 71 kg       | Steffen Stranz (FRG) P | 19.           |